# Hermann Schlüter (Politiker)
Hermann Schlüter (* 28. Mai 1908 in Dortmund; † 4. Juni 1982 in Bremen) war
ein deutscher Politiker (CDU) aus Bremen. Er war Mitglied der Bremischen Bürgerschaft und Präses der Handwerkskammer in Bremen.

## Biografie

### Familie, Ausbildung und Beruf
Schlüter erlernte den Beruf eines Bäckers, legte 1930 seine Meisterprüfung und war seit 1930 in Bremen in der von ihm übernommenen Bäckerei tätig. Von 1941 bis 1945 war er Soldat im Zweiten Weltkrieg. Danach war er wieder selbstständiger Bäckermeister und 1949 Bäckerobermeister der Innung.
Schlüter war mit Elfriede Schlüter, geb. Prein (1911–1990) verheiratet. Er wurde auf dem Friedhof Riensberg in Bremen beerdigt.

### Politik
Schlüter war vom Mai 1932 bis zum Frühjahr 1933 Mitglied der  NSDAP; kurz nach dem Machtwechsel trat er aus der Partei aus. Nach dem Krieg wurde er Mitglied der CDU in Bremen.
Er war von 1952 bis 1967 für die CDU rund 15 Jahre lang Mitglied der Bremischen Bürgerschaft und in verschiedenen Deputationen und Ausschüssen der Bürgerschaft tätig.

### Handwerkskammer
Schlüter wurde 1946 Vorstandsmitglied, 1949 Vizepräsident und er war von 1952 bis 1979 rund 27 Jahre lang Präsident (Präses) der Handwerkskammer Bremen als Nachfolger des verstorbenen Georg Stichnaht. In diesem Amt folgte ihm Adolf Kupke. In seiner Zeit als Präses wurde das historische Gewerbehaus in Bremen wieder aufgebaut, fand 1966 die Gründung der Technikerschule Bremen statt, eröffnete 1965 die Gewerbeförderungsanstalt (GFA) am Doventorsteinweg und wurde das Berufsförderungszentrums der Handwerkskammer im Gewerbegebiet Bayernstraße in Bremen-Findorff gebaut. Seit 1969 fand das Mahl des Handwerks regelmäßig statt.
Er war in dieser Zeit auch Präsident des Zentralverbandes des Deutschen Bäckerhandwerks.

### Ehrungen
- Schlüter wurde 1968 mit dem Großen Verdienstkreuz der Bundesrepublik ausgezeichnet.
- Er wurde nach 1979 Ehrenpräsident der Handwerkskammer Bremen.